# Translation lookaside buffer
Translation lookaside buffer, TLB – bufor mikroprocesorowej pamięci typu skojarzeniowej pamięci podręcznej, który zawiera fragmenty tablicy stron pamięci głównej komputera (pamięci operacyjnej). 
TLB posiada stałą liczbę wpisów i służy do szybkiego odwzorowywania adresów logicznych pamięci wirtualnej na adresy pamięci fizycznej w komputerach stosujących stronicowanie pamięci.